# Famille de Saunhac
La famille de Saunhac est une famille de la noblesse française subsistante, originaire de l'Aveyron. elle fut maintenue noble en 1698 sur preuves remontant à 1418.
Elle donna entre autres les branches Saunhac de Belcastel et Saunhac du Fossat. Elle subsiste en France et une descendance de la branche de Fossat  est donnée comme subsistante en Louisiane.

## Histoire
Hippolyte de Barrau écrit  dans Documents historiques et généalogiques sur les familles et les hommes remarquables du Rouergue (1854) que l'on pense que la famille de Saunhac, dont le berceau remonte aux premiers siècles de la chevalerie, tire son origine de Rodez. Il indique que ses nombreux rameaux se sont successivement répandus dans plusieurs parties du Rouergue, dans l'Albigeois, le Périgord, le Quercy et l'Amérique du Nord. Il indique que d'après d'anciens mémoires de famille, Gui de Saunhac serait le premier auteur connu de cette famille. Il aurait eu pour enfants, de Marguerite de Ferrières (il écrit en note à ce sujet « L'énonciation d'un nom de famille à une époque où l'on sait que les familles ne se distinguaient encore que par des noms propres, rend le fait plus invraisemblable »), Raymond, Hugues et Henriette de Saunhac. De Raymond seraient ensuite issus un autre Hugues et Bégon de Saunhac. Il ajoute que tout cela ne repose sur aucune preuve. Ce que l'on sait de certain, c'est qu'en 1165, un Hugues de Saunhac, archidiacre de Rodez, fit une donation à l'abbaye de Locdieu, et que plusieurs années après un autre Hugues de Saunhac et Begon de la Tour, son frère, furent inscrits pour différents dons dans les cartulaires de l'abbaye de Bonnecombe.

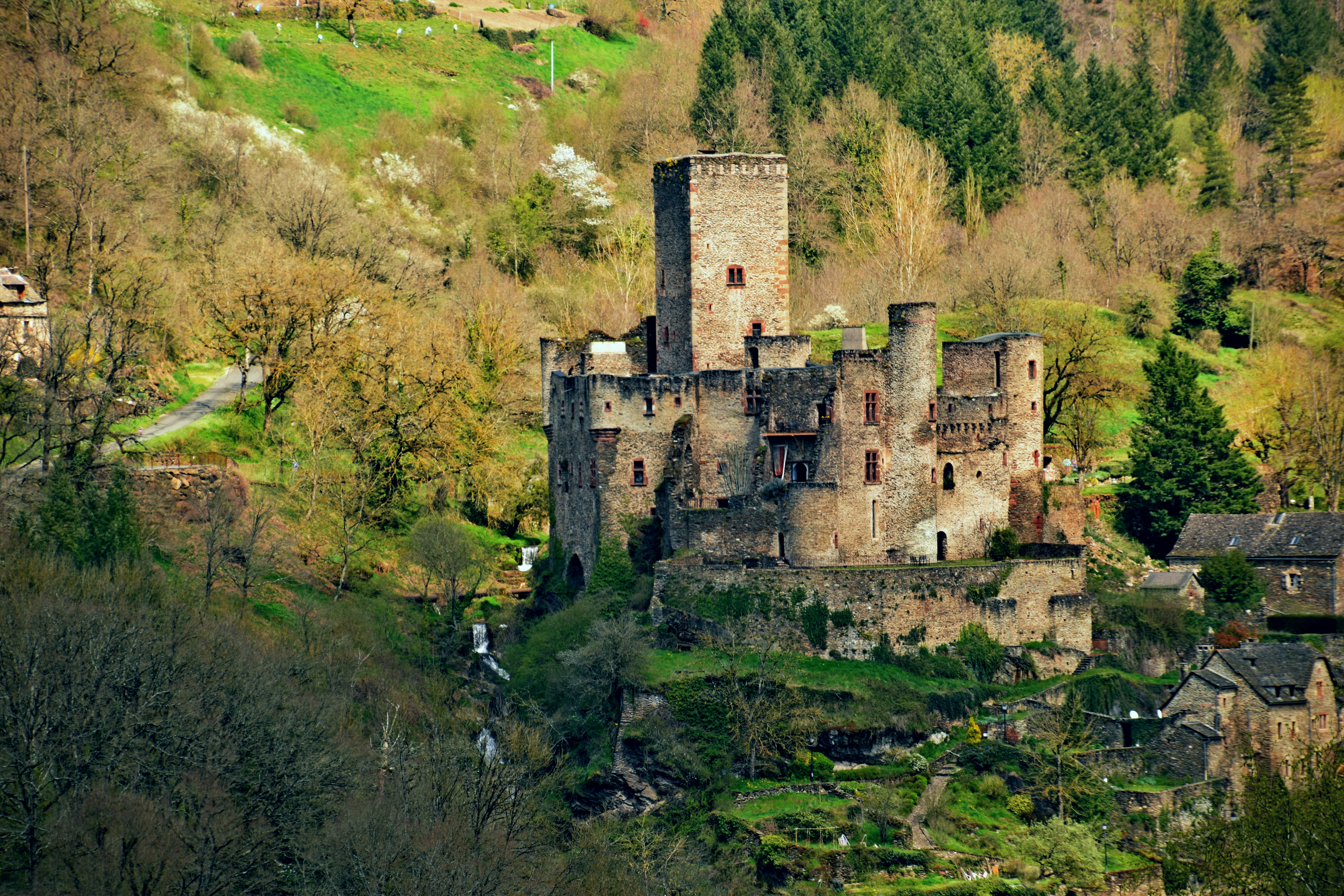
Le château de Belcastel.

Jean III d'Armagnac donna en 1386 la portion de la terre de Belcastel qui lui appartenait, à Guillaume de Sauhnac, son écuyer, en reconnaissance de ses services. La branche de Sauhnac de Belcastel garda ce fief jusqu'au milieu du XVIe siècle.[réf. nécessaire]
Hippolyte de Barrau écrit qu'une tradition constante a toujours fait regarder Guillaume de Sonnac, grand-maître des Templiers mort en 1249, comme appartenant à la maison de Saunhac du Rouergue, bien que quelques écrivains du Quercy l'aient revendiqué pour leur pays. Il ajoute qu'il pourrait être fils de Huc de Saunhac ou de Bégon de La Tour, son frère. Marc-Antoine-François de Gaujal dans Études historiques sur le Rouergue (1859) réfute cette appartenance revendiquée par la famille de Saunhac et dans une lettre adressée en 1820 à Mgr de Saunhac, évêque de Cahors, il lui répond que le grand-maître dans L'Art de vérifier les dates « porte dans cet ouvrage le nom de Sonnac ou Sennai, et qu'on ne l'y dit point originaire d'une famille distinguée de Rouergue, mais d'une famille distinguée en Languedoc ».
Joseph de Bonald dans Saunhac, 1070-1926 (1926), qui indique que la vicomtesse de Bonald [sa mère] appartenait à la famille de Saunhac, écrit sur cette famille  « c'est d'ailleurs à ses pieuses libéralités que nous devons de pouvoir établir filiation ininterrompue, en ligne directe et naturelle, sans aucune substitution, depuis le milieu du onzième siècle ou, plus exactement, depuis l'an 1070 ».
Henri Jougla de Morenas dans Le Grand armorial de France (1948), écrit que cette famille citée dès le XIIe siècle « établit sa filiation depuis Hugues de Saunhac, trouvé en 1165 qui aurait eu pour 6e descendant, Guillaume, chevalier, baron de Belcastel, mort en 1418 », que ce dernier laissa de Marguerite de Chirac, Alzias, baron d'Ampiac, marié à Bétrix, dame d'Ampiac, qui lui donna Jean, baron de Belcastel et de Mirabel, trouvé en 1442, allié à Hélène de Castelnau Bretenoux. Leur fils Alzias épousa en 1452 Cécile de Vernhes et en eut Jean, baron de Belcastel, Mirabel et Ampiac, allié à Anne de Toulouse-Lautrec, puis en 1481 à Marie d'Astarac enfin en 1489 à Marguerite de Caussade qui lui donna: 1) Jean, baron de Belcastel; 2) François, auteur de la ligne de Fossat; 3) Jean Pons, auteur de la ligne de Talespues et Belcastel.
Régis Valette dans Catalogue de la noblesse française (2007), écrit que la famille Saunhac de Belcastel  est une famille de noblesse d'ancienne extraction avec un filiation prouvée remontant à 1418 et que la branche du Fossat subsiste en Louisiane avec un représentant masculin en 2002.
Yves Drollet dans Dictionnaire généalogique de la noblesse de la Nouvelle-France donne une descendance au XIXe siècle de la branche de Saunhac du Fossat devenue Soniat du Fossat en Louisiane.

### Branches
La famille de Saunhac donna entre autres les branches de Belcastel, d'Ampiac et de Villelongue, du Fossat, de Castan, de Talespues etc.,

## Personnalités
- Guillaume de Saunhac, né vers 1350, mort avant 1418, exécuteur testamentaire de Jean II d'Armagnac, écuyer de Jean III d'Armagnac.
- Alzias Ier de Saunhac, né après 1372, mort avant 1448, seigneur de Belcastel et d'Ampiac. Sénéchal de Beaucaire (1407) et de Castres, chambellan de Jacques et Jeanne, roi et reine de Naples et Hongrie, conseiller d'État de ces princes.
- Jean de Saunhac, chancelier et conseiller du comte Jean d'Armagnac, bailli d'épée du Rouergue (1445).
- Jean de Saunhac, banni, avec deux autres membres de sa famille et d'autres seigneurs, par le parlement de Toulouse en 1528 pour avoir pillé des maisons de Paul Carret, évêque de Cahors.
- Hercule de Saunhac, commande la noblesse du Rouergue lors de plusieurs rencontres dans la première moitié du XVIe siècle[évasif].
- Bertrand de Saunhac, mestre de camp (colonel) d'un régiment de 600 hommes de pied (1591), commandant le pays de Rouergue[évasif] (1592).
- Raymond de Saunhac, gentilhomme ordinaire de la chambre du roi (1607).
- Guion de Saunhac, écuyer de la reine Marguerite, gentilhomme ordinaire de la chambre du roi (1611), gouverneur du château de Najac (1613 à 1618). Sur ordre du roi, et avec l'aide d'autres seigneurs, il arrête des émissaires protestants de Saintonge envoyés à Privat pour s'entendre avec les ducs de Rohan et de Bouillon accusés de conspirer contre l'État.
- Raymond de Saunhac, gentilhomme ordinaire de la chambre du roi Louis XIII (1611), chargé d'une mission importante en Rouergue en 1612[Laquelle ?], en 1635 il reçoit l'ordre de lever une compagnie de chevau-légers, en 1638 il est devant Narbonne à la tête de la noblesse du Rouergue[évasif].
- Gui de Saunhac, en 1751 il s'embarque pour les Amériques, où dans la colonie de Louisiane qui avait été prise en 1682 au nom du roi Louis XIV par René-Robert Cavelier de La Salle et Henri Tonti, il dirigea la construction des principales fortifications et il fut également chargé de faire des règlements d'administration et de police civile et militaires.
- Jean de Saunhac, lieutenant des maréchaux de France en la sénéchaussée de Rodez (1757).
- Jean Jacques de Saunhac, condamné à mort par le tribunal révolutionnaire et exécuté durant la Révolution française.
- Jean-François de Saunhac-Belcastel (1765-1853), vicaire général de Cahors (1814), évêque de Perpignan (1824).
- Louis-Joseph de Saunhac (1797-1877), vice-président du tribunal de première instance de Rodez, conseiller général en Aveyron.

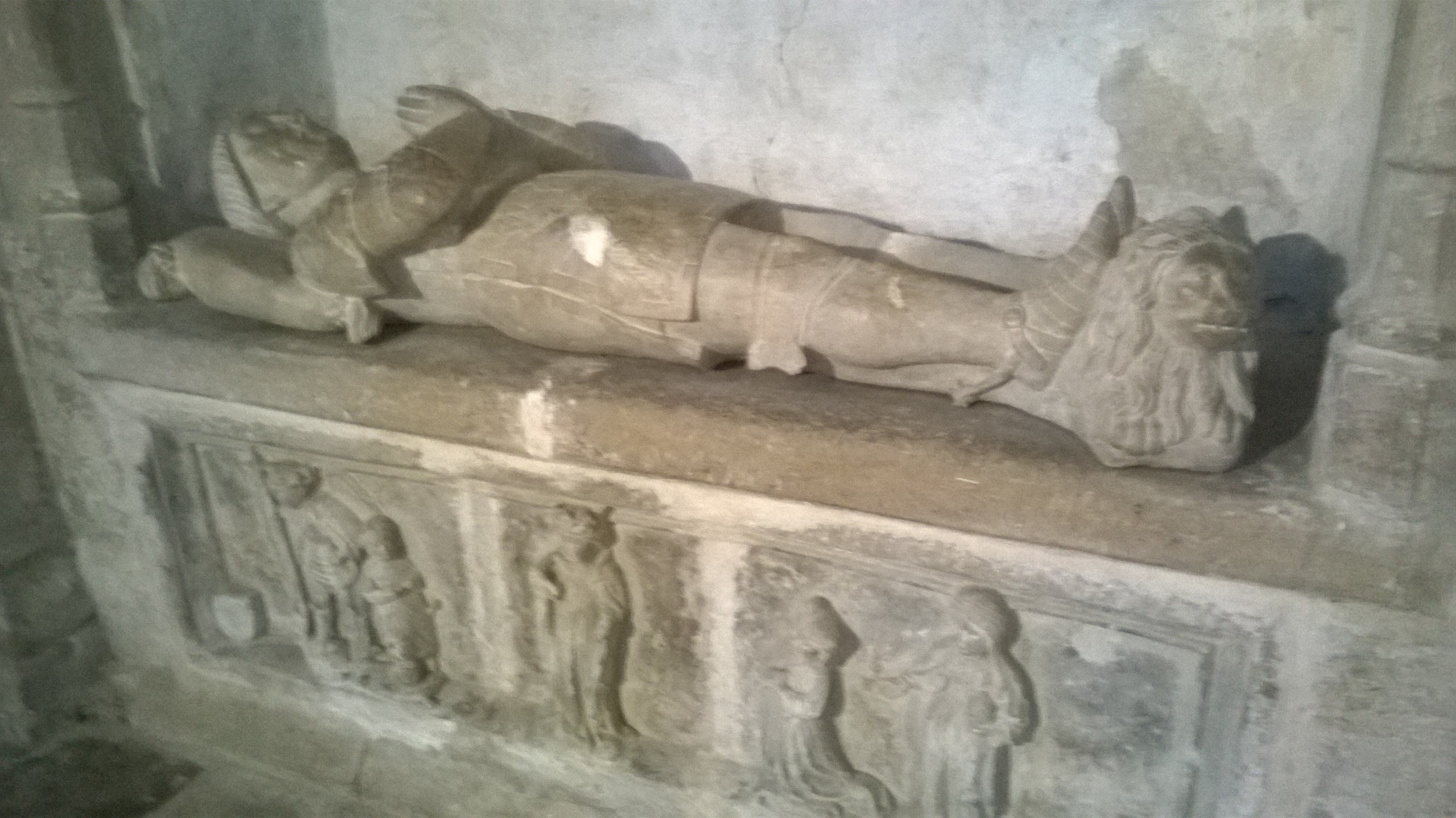
Gisant d'Alzias De Saunhac (XVe siècle).
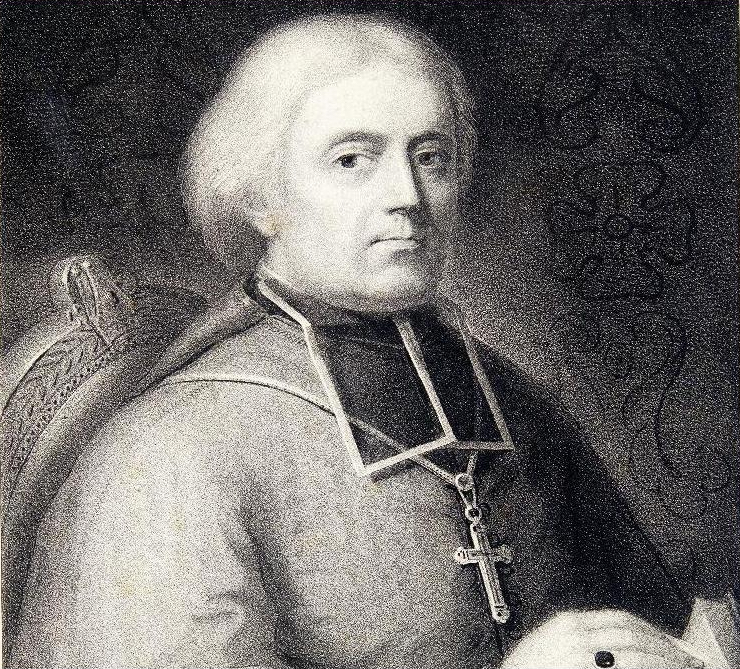
Mgr Jean-François de Saunhac-Belcastel.

## Alliances
Les principales alliances de la famille de Saunhac sont : de Buzeins, de La Tour, de La Barrière, de Calmont-de-Plancatge, de Cransac, de Nattes, de Chirac, d'Ampiac, de Sévérac-Bedène, de Castelnau-de-Bretenoux, 1452 de Vernhes - de Comminges, 1457 de Roquefeuil, 1460 de Toulouse-Lautrec - d'Apchier, 1481 d’Astarac, 1493 de Mancip, 1489 de Caussade - de Peyrefort, 1509 de Rousset - de Beaufort, 1537 de Beaufort de Montbron - d'Archiac, 1546 de Morlhon, 1570 de Gironde, 1571 de Sainte-Colombe - de Montbron, 1580 de Tubières - de Morlhon, de Lapanouse, 1592 de Fumel - de Caumont, 1597 de Raffin - d'Agens de Loupiac, 1605 de Faramond, 1607 de Méjanès, 1619 de Corneillan - du Laur, 1616 de Malvin-Montazet - de Ciron, 1621 du Lyon, 1623 de Buisson de Bournazel - de Morlhon-Sanvensa, 1623 de Rességuier, 1650 de Montégut - de Belcastel, 1652 de Bourzès, 1654 de Gozon, 1663 de Roquefeuil 1681 de Vigouroux, de Vassal d'Argenton, 1698 de Roquefeuil, 1706 de Volonzac, d'Ax de Cessales (de Vaudricourt), de Coignac, 1745 de Portal, 1797 de Lassudrie - de Toucheboeuf-Beaumont des Junies, 1853 de Bonald, 1938 de Bonneval.

## Armes
- Régis Valette écrit : Coupé : D'or au lion de gueules et de gueules contourné d'argent[6]
- Hippolyte de Barrau et Henri Jougla de Morenas écrivent : Coupé : en chef d'or au lion de gueules. En pointe de gueules au lion contourné d'argent[5] ou d'or[1]. Ou encore D'azur au lion d'or entouré de 8 besans du même posés en orle[5]. Ou encore D'or au lion de sable couronné de gueules. entouré de 12 carreaux de gueules. posés en orle[5],[1]